# Trolejbusová doprava v Brně
Trolejbusová doprava v Brně je trolejbusový systém v Brně provozovaný Dopravním podnikem města Brna (DPMB). Je součástí brněnské městské hromadné dopravy a Integrovaného dopravního systému Jihomoravského kraje. Jedná se o největší trolejbusovou síť v Česku, jejíž historie sahá do roku 1949. Provozní délka tratí, z nichž jedna vede i do sousedního města Šlapanice, dosahovala roku 2022 celkem 59 km, napájecí napětí činí 600 V, zázemí tvoří tři vozovny. K 31. prosinci 2024 provozoval DPMB celkem 142 trolejbusů určených pro pravidelnou osobní dopravu (navíc pět historických vozidel), které během roku 2024 najely celkem 5,4 milionu vozokilometrů a přepravily 46,4 milionu cestujících. V lednu 2025 bylo v provozu celkem třináct pravidelných denních linek, které měly délku 100,6 km, a jedna linka nostalgická.
V brněnském hantecu se pro trolejbus používá slovo „trajf“ nebo „trajfl“.

## Historie

### 30. a 40. léta: První projekty a výstavba prvních úseků
O zavedení trolejbusové dopravy ve městě se uvažovalo již na konci 30. let 20. století. Bylo rozhodnuto propojit první trolejbusovou tratí střed města se čtvrtí Černá Pole (šlo o úsek, na kterém začala jezdit v roce 1930 první brněnská autobusová linka). Dokonce byla vypsána soutěž pro dodání prvních trolejbusových vozidel, která byla ukončena 15. ledna 1938. Nakonec ale vzhledem k vypuknutí druhé světové války nebyl tento projekt vůbec realizován. Černá Pole byla za války s centrem spojena tramvajovou tratí vedoucí nově proraženou ulicí (dnešní ulice Milady Horákové).
Po válce byly úvahy o trolejbusech v Brně oživeny. Bylo navrženo šest tratí, ale projekty těchto úseků byly o dva roky odloženy. Až v roce 1948 byly schváleny tři tratě (Komárov – Tuřany, Hlavní nádraží – Slatina, náměstí Rudé armády (dnes konečná Česká) – Královo Pole). Ihned poté bylo skutečně započato s výstavbou všech úseků.
Poprvé se cestující trolejbusem mohli svézt 30. července 1949 na trati od hlavního nádraží do Slatiny na Přemyslovo náměstí. Ještě na podzim téhož roku, 6. listopadu, byla otevřena i druhá linka z tehdejšího náměstí Rudé armády do Králova Pole (po ulicích Jana Babáka, Dobrovského a Vodova). 31. prosince 1949 byla zprovozněna i třetí trať vedoucí z Komárova do Tuřan (smyčka před kostelem). Pro trolejbusy byla vyhrazena část tramvajové vozovny v Husovicích, která se nacházela velmi daleko od všech tří linek. Proto bylo nutné postavit velké množství manipulačních tratí.

### 50. a 60. léta: Prodloužení prvních tratí a následný útlum

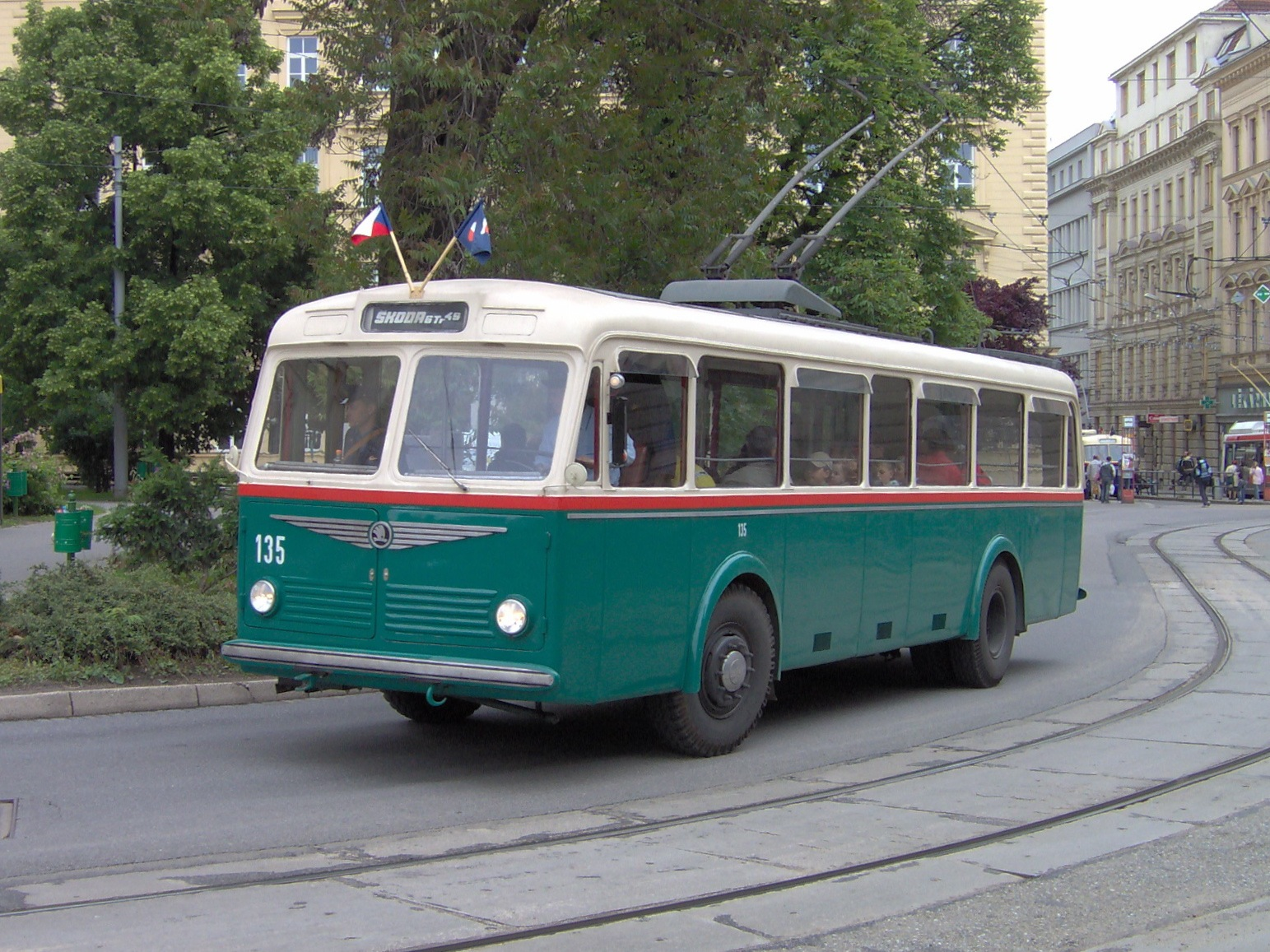
Jediný trolejbus Škoda 6Tr, který nebyl v provozu v Brně, ale v Plzni, je nyní majetkem TMB

Původní síť zůstala pět let beze změn (vyjma smyčky Náměstí Rudé armády, která byla již od roku 1950 vedena okolo bloku mezi Brandlovou ulicí, Žerotínovým náměstím a náměstím Rudé armády místo ulicemi Slovákovou a Veveří). V roce 1954 byl postaven meziměstský úsek ze Slatiny do Šlapanic, na jehož stavbě se podíleli i místní obyvatelé. O čtyři roky později byla dokončena nová tramvajová vozovna v Medlánkách (tehdy označovaná jako vozovna Královo Pole), ve které bylo také počítáno s trolejbusy. Pro ně byla vyhrazena jedna hala. Důsledkem toho ale také vzrostla délka manipulačních tratí (napojením vozovny na královopolskou trať). Roku 1959 byla prodloužena i tuřanská linka od kostela až na konec zástavby. V roce 1961 proběhla přestavba trati do Králova Pole. V souvislosti s výstavbou zdejší tramvajové trati byla ta trolejbusová přeložena; trolejbusy od té doby jezdí Botanickou, Chodskou, Charvátskou a Srbskou ulicí.
Již v roce 1964 byla trolejbusová část medlánecké vozovny přenechána autobusům, všechny trolejbusové vozy byly tedy opět umístěny ve vozovně husovické. Do areálu v Medlánkách ale bylo ponecháno trolejové vedení (zrušeno v 1. polovině 70. let), poněvadž zde byly (a dodnes jsou) umístěny ústřední dílny.
Ve druhé polovině 60. let, v období všeobecného útlumu trolejbusových systémů, byla v Brně uzavřena jedna ze tří tehdejších tratí. Doprava na tuřanské lince byla omezována již v roce 1967, trolejbusový provoz zde byl zrušen o rok později (trolejové vedení bylo paradoxně sneseno až v roce 1972, v době opětovného rozvoje trolejbusové dopravy). Důvodem se stalo její nevhodné ukončení v Komárově a nutnost přestupu na linky tramvajové dopravy. V době neexistence přestupného tarifu proto cestující raději jezdili autobusovou linkou, která vedla z Tuřan po stejné trase do Komárova a dále do centra města.

### 70. léta: Mohutný rozmach brněnských trolejbusů
Po období útlumu a připravovaného (ale neuskutečněného) zrušení trolejbusů v Brně a jejich nahrazení autobusy se elektrická nekolejová trakce dostala do popředí zájmu dopravního podniku. Na začátku 70. let se začala stavět mnohá sídliště a bylo rozhodnuto, že dopravu do těchto oblastí budou zajišťovat právě trolejbusy. Z malé sítě se tak během několika let stala jedna z největších v tehdejším Československu.

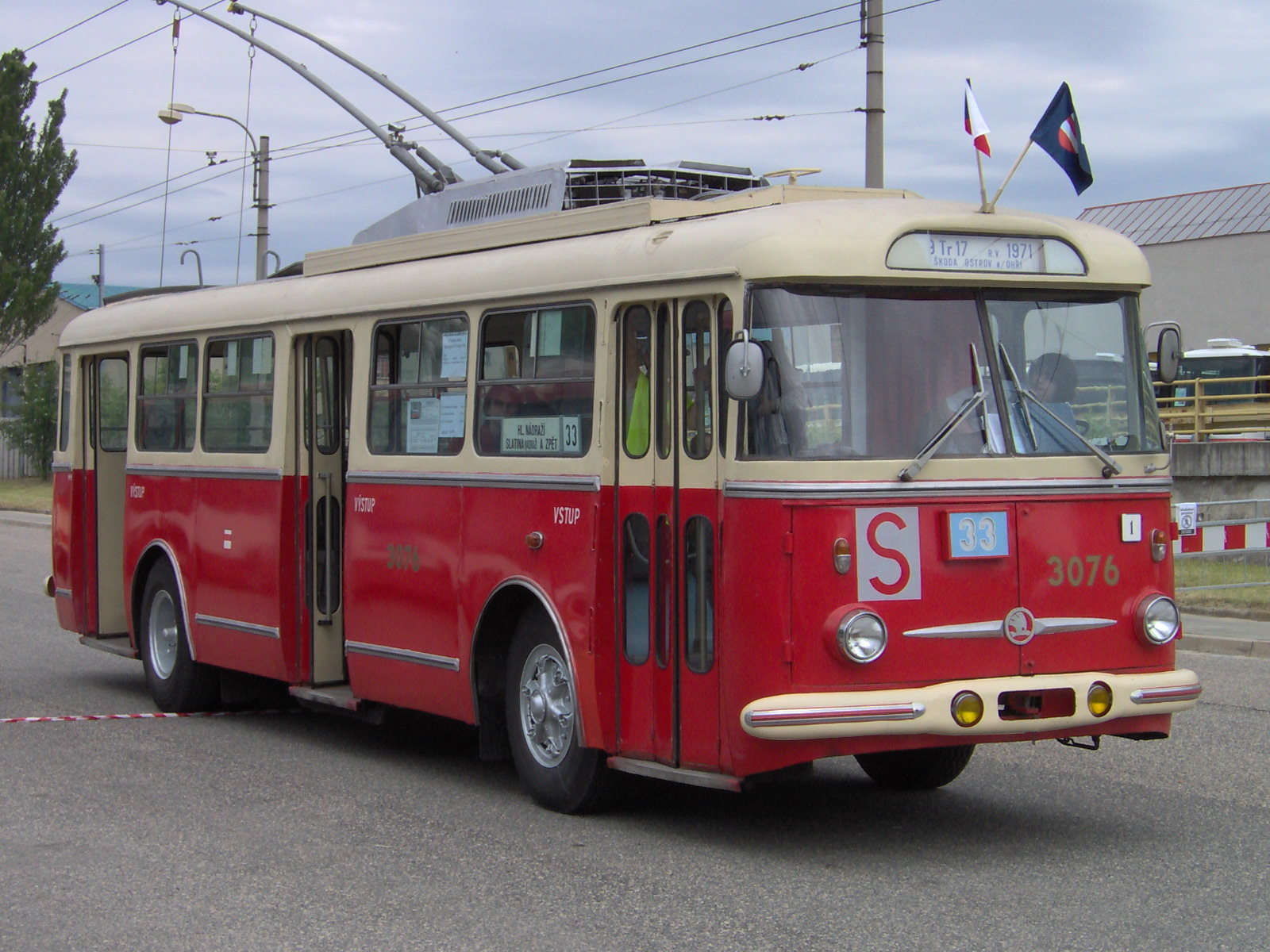
Legendární trolejbusy typu 9Tr byly do Brna dodávány od roku 1963, většina vozů však byla zakoupena v 70. letech. Tento vůz nyní slouží TMB jako historický exponát

První sídliště, které bylo obslouženo trolejbusy, bylo menší sídliště Žabovřesky. Původně sem měla vést tramvajová trať, ale kvůli nedostatku financí dostaly přednost trolejbusy. Nově vystavěný úsek odbočoval z tratě královopolské na křižovatce dnešních ulic Kounicova – Zahradníkova – Nerudova. Nová trať pokračovala dále po Kounicově a ulicemi Tábor a dnešní Zborovskou se dostala do Žabovřesk. Protože ale ještě nebyla dostavěna komunikace vedoucí prostředkem sídliště, vedla trať po jeho okraji (na hranici mezi starou a novou zástavbou) po ulici Luční až k ulici Topolky, kde byla umístěna smyčka. Provoz zde byl slavnostně zahájen v srpnu 1971.
Ještě v témže roce byla zahájena doprava na další trati do Žabovřesk. Ta odbočovala z o půl roku starší tratě a pokračovala z Kounicovy ulice dále dnešními ulicemi Jana Babáka, Purkyňovou, Skácelovou a Královopolskou na ulici Vychodilovu v západní části sídliště. Na konci této ulice byla vystavěna smyčka.
O rok později (1972) byly všechny tramvaje z husovické vozovny (tehdy zde již byly pouze historické vozy) přesunuty do Medlánek, celá vozovna od té doby tedy slouží již pouze trolejbusům.
Na začátku roku 1974 byl zprovozněn úsek po Řípské ulici ve Slatině podél nových skladů a podniků. Trať byla ukončena u slatinského nádraží. Již o několik měsíců později byl postaven krátký úsek po ulici Tuřanka, který spojoval obě slatinské tratě. Linka do Šlapanic byla přesunuta do Řípské ulice a původní trať vedoucí přes slatinské náměstí byla zrušena. V roce 1976 byla trať ve Šlapanicích zkrácena o jednu zastávku.
Do Kohoutovic jezdí trolejbusy od konce roku 1975. Nová trať byla postavena v trase Mendlovo náměstí – Hlinky – Antonína Procházky – Libušina třída. Trolejbusy se otáčely přímo na silnici poblíž u ulice Voříškovy. Prodloužení se Kohoutovice dočkaly v roce 1979, kdy byla zprovozněna trať až na dnešní smyčku Jírovcova. Zajímavostí je, že tento úsek byl vystavěn již v roce 1978, domy okolo prodlouženého úseku ale ještě nebyly dokončeny, proto zůstala trať více než rok bez využití.
Na počátku roku 1976 byla zprovozněna další trolejbusová trať, tentokrát do menšího sídliště Komín. Nový úsek se odpojil od druhé žabovřeské tratě na křižovatce ulic Vychodilova – Královopolská – Přívrat a po ulicích Kroftově, Štursově, Hlavní a Kristenově se trolejbusy dostaly na náměstíčko před komínským kostelem, kde byla umístěna provizorní smyčka. Na trati ze staré zástavby do sídliště se tehdy ještě pracovalo. Tam se trolejbusy rozjely koncem roku 1977, smyčka byla vystavěna na ulici Řezáčově. Poslední prodloužení bylo zprovozněno v Komíně v roce 1980. Šlo o velmi krátký úsek (cca 100 m) o jednu zastávku do dnešní smyčky.
V roce 1979 byl zahájen provoz na trati z Pisárek do Nového Lískovce, trolejbusy se otáčely na autobusové smyčce umístěné poblíž dnešní zastávky Raisova. Trať byla prodloužena již o půl roku později (1980). Nový úsek vedl z Nového Lískovce po dnešní ulici Kamenice k zadní části bohunické nemocnice (konečná Bohunice, Chirana).

### 80. léta: Konec rozvoje a následná stabilizace provozu
1. května 1981 byla prodloužena trať z Mendlova náměstí po ulicích Úvoz a dnešní Údolní na Komenského náměstí, kde byla ukončena blokovou smyčkou. Úsek ulicí Úvoz byl v provozu již dříve, ale pouze jako manipulační trať do vozovny.
O několik měsíců později byl zprovozněn další nový úsek. Trať vycházela z ulice Úvoz a po ulicích Tvrdého a Barvičově se trolejbusy dostaly do Masarykovy čtvrti (tehdy Jiráskovy čtvrti) k tehdejší stavební fakultě VUT (nyní Biskupské gymnázium Brno), kde byla umístěna smyčka.

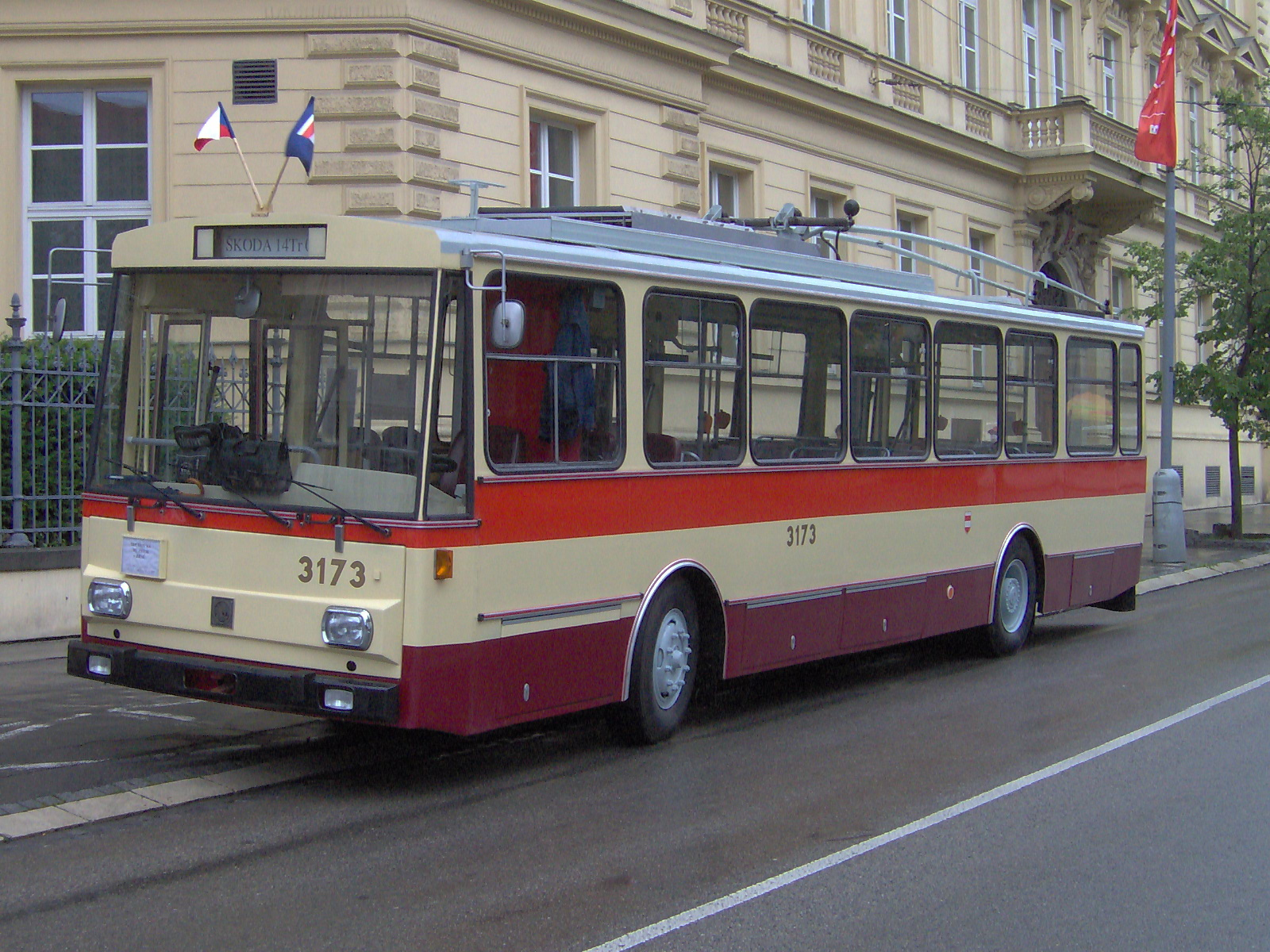
Trolejbus Škoda 14Tr jako historický exponát TMB. Vůz se nachází téměř v původním stavu, v jakém byly dodávány první trolejbusy tohoto typu do Brna

Na konci téhož roku se trolejbusy objevily i v Bystrci. Nový úsek vycházel z komínské trati, smyčka se nacházela na Černého ulici poblíž dnešní zastávky Filipova.
Také v roce 1982 přibývaly nové tratě. Nejprve byl v září zprovozněn krátký úsek v Novém Lískovci do sídliště k ulici Koniklecové, který byl vystavěn již o dva roky dříve. Ale podobně jako v Kohoutovicích o několik let dříve zde byla trať dokončena dříve než mohly být obydleny nové domy. O necelý měsíc později byl zahájena doprava na nové trati v Masarykově čtvrti na novou smyčku Preslova. V listopadu se trolejbusy objevily i v sídlišti Slatina, zčásti vedla nová trať po úseku zrušeném o osm let dříve.
V roce 1983 byly vystavěna nová trať na okraj sídliště ve Starém Lískovci do smyčky Labská (tehdy Kalininova). Téhož roku také byla přeložena trať vedoucí prostředkem sídliště Žabovřesky. Z ulice Luční a části ulice Zborovské byla přeložena do souběžné ulice Korejské a ukončena ve smyčce Přívrat. I když přibližně 50 m od smyčky vedly trolejbusové linky do Komína a Bystrce, nebyla tehdy spojka mezi smyčkou a touto tratí zrealizována. V tomto roce zároveň skončil velký rozvoj brněnských trolejbusů.
V roce 1984 byla zprovozněna odstavná plocha pro trolejbusy ve Slatině nacházející se vedle autobusové vozovny.
Následující rok byl zahájen provoz na krátkém prodloužení v Bystrci ze smyčky Filipova do smyčky Černého na konci stejnojmenné ulice.
Dalších nových trolejbusových tratí se Brno dočkalo v roce 1987. Na počátku roku začaly trolejbusy jezdit od Janáčkova divadla ve středu města kolem Lužánek do dnešní Štefánikovy čtvrti. Tato trať byla torzem zamýšlené tratě do sídliště Lesná. Linka, která na ní jezdila, byla pouze minimálně využívaná (z několika důvodů), a proto byla celá trať již o čtyři roky později zrušena. Dalším novým úsekem v roce 1987 se stala trať ze Židenic (ze Staré osady) do právě stavěného sídliště Vinohrady na Pálavské náměstí. Na konci roku pak byla zprovozněna spojka tratí v Žabovřeskách.
Právě v této době (1987–1991) tvořila brněnská trolejbusová síť pět samostatných větví, které byly propojeny pouze manipulačními tratěmi. Šlo o tratě do Slatiny a Šlapanic (1. větev), trať ze Židenic na Vinohrady (2. větev), trať od Janáčkova divadla do Štefánikovy čtvrti (3. větev), tratě vycházející z dnešní konečné zastávky Česká (směr Královo Pole, Žabovřesky, Komín, Bystrc; 4. větev) a tratě vycházející z Komenského náměstí (do Masarykovy čtvrti, přes Mendlovo náměstí do Kohoutovic, Nového Lískovce a Starého Lískovce; 5. větev).
V roce 1988 byla prodloužena trať na Vinohradech: z Pálavského náměstí ve středu sídliště vedl nový úsek do smyčky Novolíšeňská na okraji sídliště Líšeň. Tato smyčka měla být pouze provizorní, avšak k plánovanému prodloužení až do zastávky Jírova v Líšni došlo až v roce 2019.

### 90. léta a počátek 21. století: Racionální rozvoj brněnských trolejbusů

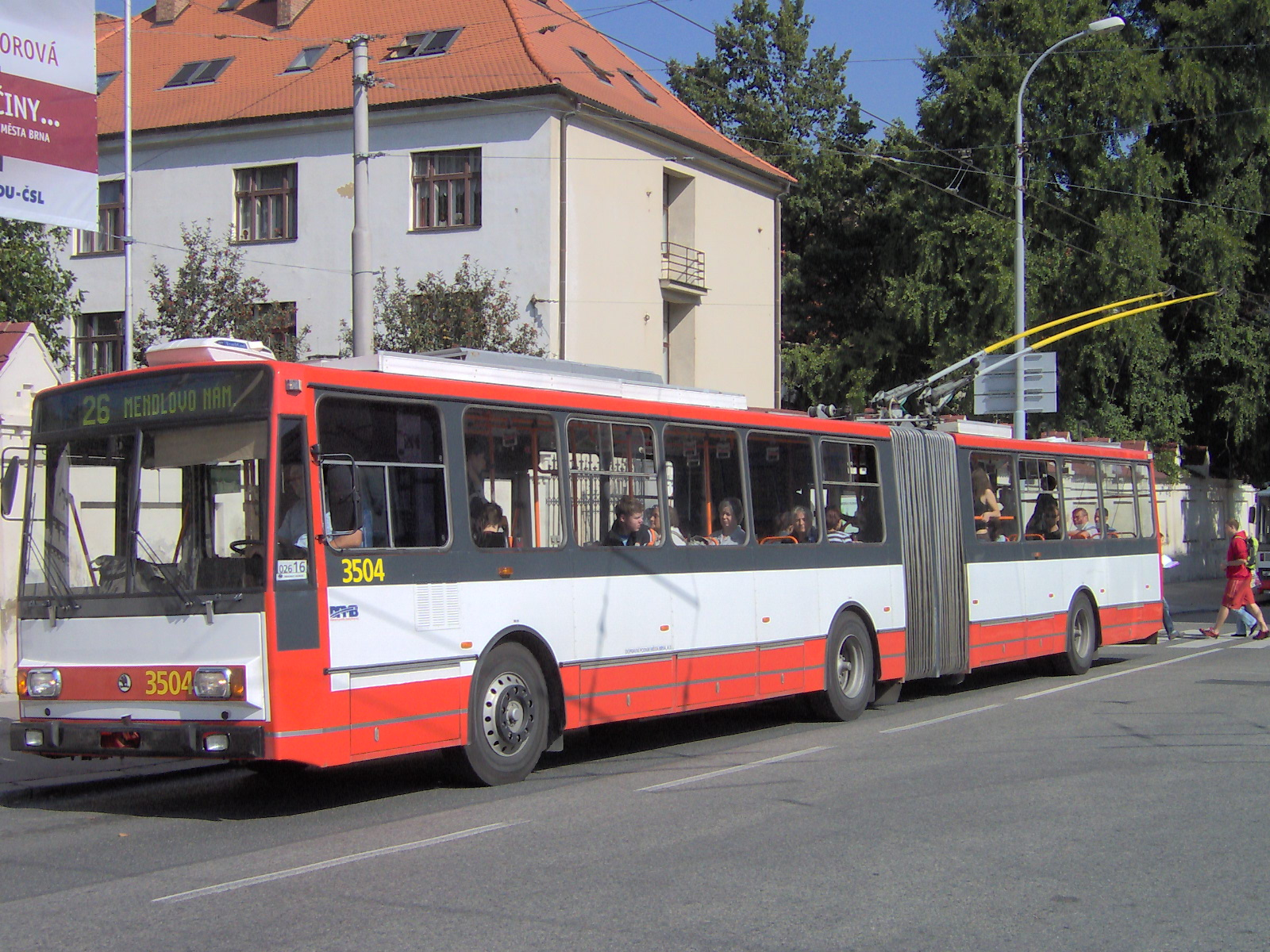
První kloubové trolejbusy Škoda 15Tr se v Brně objevily v roce 1990. Tento vůz se již nachází po modernizaci na typ 15TrR uskutečněné na počátku 21. století

První změnou (pokud nepočítáme manipulační tratě) se stalo v roce 1991 zrušení téměř nevyužívané tratě od Janáčkova divadla do Štefánikovy čtvrti. Téhož roku byla také v létě „dočasně“ přerušena doprava na trati z Bystrce do centra města. Důvodem byla stavba kanalizace v Hlavní ulici v Komíně. Po ukončení výstavby ale trolejbusová doprava do Bystrce nebyla obnovena, náhradní autobusová linka (jezdící až do znovuzprovoznění tratě v roce 2000 pod trolejbusovým číslem 140) byla přesměrována do Králova Pole a dále na Lesnou.
V roce 1992 se jedinou změnou v síti brněnských trolejbusů stalo prodloužení o přibližně 500 m z Nového Lískovce do sídliště Kamenný Vrch.
Roku 1993 také došlo k jediné změně: koncový úsek tratě ve Starém Lískovci do smyčky Labská (na okraji sídliště) byl přeložen do středu sídliště na konečnou Osová, kde je možnost přestupu na tramvaj.
Následující rok byla zprovozněna polookružní trať Stará osada – Tomkovo náměstí – Provazníkova – Úvoz, kde byla napojena na úsek z Komenského náměstí. Nová trať z velké části vedla po již dříve postavených manipulačních úsecích. Ve stejný den (1. října 1994) byl zrušen málo využívaný koncový úsek za bohunickou nemocnicí v úseku Netroufalky – Chirana, trolejové vedení bylo sneseno až v roce 2007.
V roce 1995 došlo k poslednímu prodloužení trati v oblasti Nového Lískovce, respektive Kamenného Vrchu. Nový úsek byl dlouhý přibližně 500 m a vedl od provizorní konečné do dnešní smyčky.

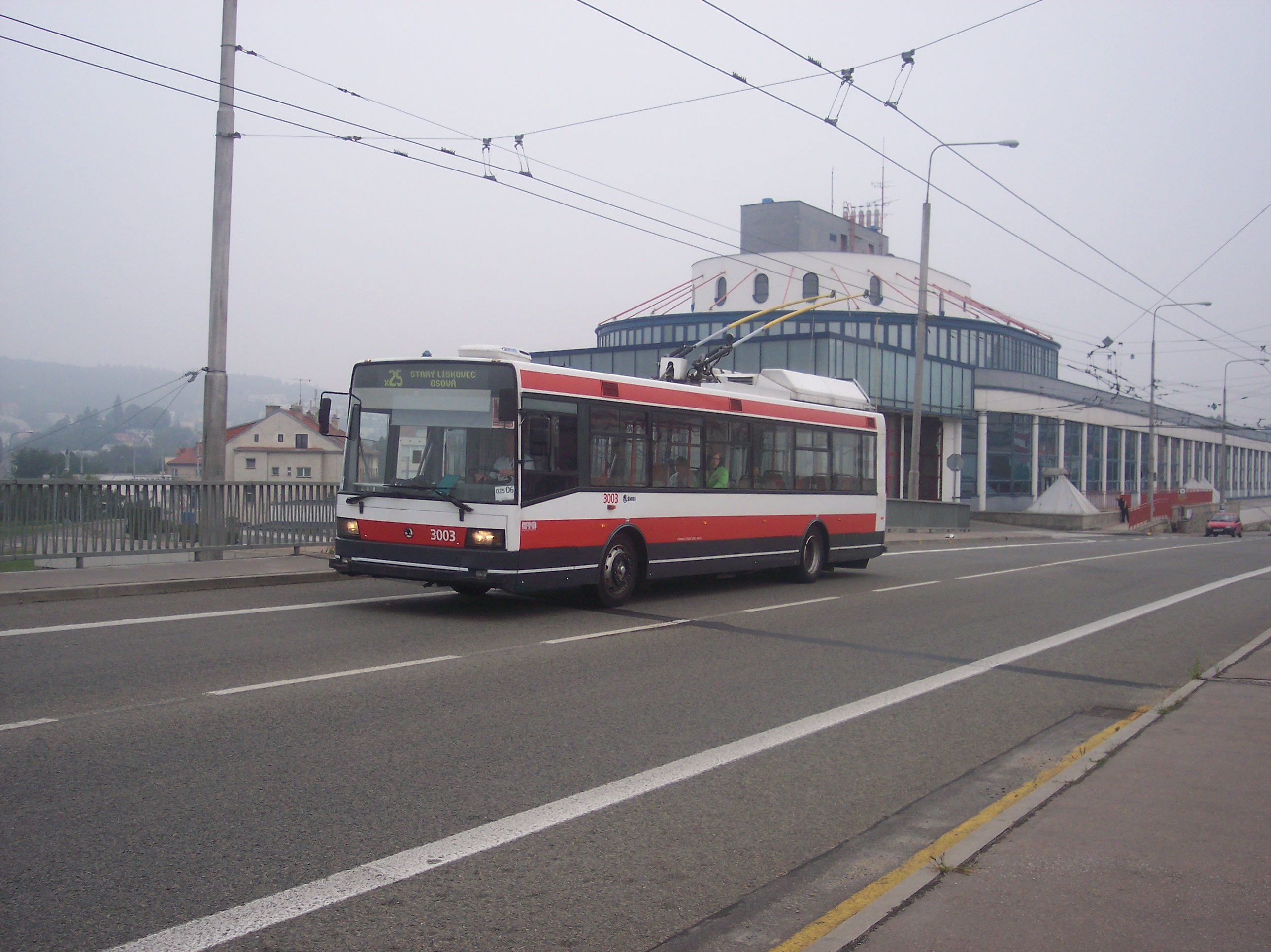
Nízkopodlažní trolejbusy typu Škoda 21Tr jezdí v Brně od roku 1999, v pozadí trolejbusová vozovna Komín z roku 1997

Další změna v trolejbusové síti se odehrála o dva roky později, v roce 1997. Tehdy byla slavnostně uvedena do provozu nová, moderní a dlouho očekávaná vozovna v Komíně. Základní kámen této budovy položen v roce 1994. Trať od nové vozovny přes Jundrov po Veslařské ulici do Pisárek byla zprovozněna na konci roku 1999. Dlouho však byla využívána pouze jako manipulační (i když cestující trolejbusy zatahující z a do vozovny mohli využívat); pravidelné linky se trať dočkala až v souvislosti se započetím výstavby MÚK Hlinky v roce 2004. Dočasná trolejbusová linka (č. x25) vedoucí přes Jundrov byla po ukončení výluky o tři roky později ponechána pro velký zájem cestujících po řádným linkovým číslem (č. 29).
V listopadu 2000 byla po devíti letech znovuobnovena trolejbusová doprava do Bystrce. Zároveň byl zatrolejován úsek Skácelova – Slovanské náměstí – Palackého – Kosmova – Královo Pole, nádraží. Tím byla trolejbusová linka (č. 140), jezdící původně v trase Bystrc, Černého – Česká, přesměrována ke královopolskému nádraží, kam jezdila i „náhradní“ autobusová linka stejného čísla. Na Slovanském náměstí byl také zrušen krátký úsek tratě do smyčky Královo Pole, Srbská vedoucí skrz parčík na náměstí. Od té doby musejí trolejbusy jedoucí po této trase objet náměstí po jeho obvodu. Taktéž byla zrušena (již podruhé v historii) trolejbusová trať vedoucí po ulicích Purkyňově a Jana Babáka.
V lednu 2001 byla vzhledem v opravě ulice Antonína Procházky zprovozněna trať spojující smyčky Kohoutovice, Jírovcova a Kamenný Vrch. Také byla pro umožnění otáčení vozů zatrolejována krátká odbočka v Kohoutovicích do smyčky u hájenky. Po devíti měsících se trolejbusy vrátily do svých původních tras, ale nově postavená trať zrušena nebyla. Důvodem byla chystaná výstavba mimoúrovňové křižovatky Hlinky. Od září 2004 byla po této trati (vyjma odbočky k hájence) vedena výluková trolejbusová linka (č. x25), která byla ještě před ukončením stavby (červen 2007) přečíslována na řádnou linku (na č. 29 v lednu 2007).

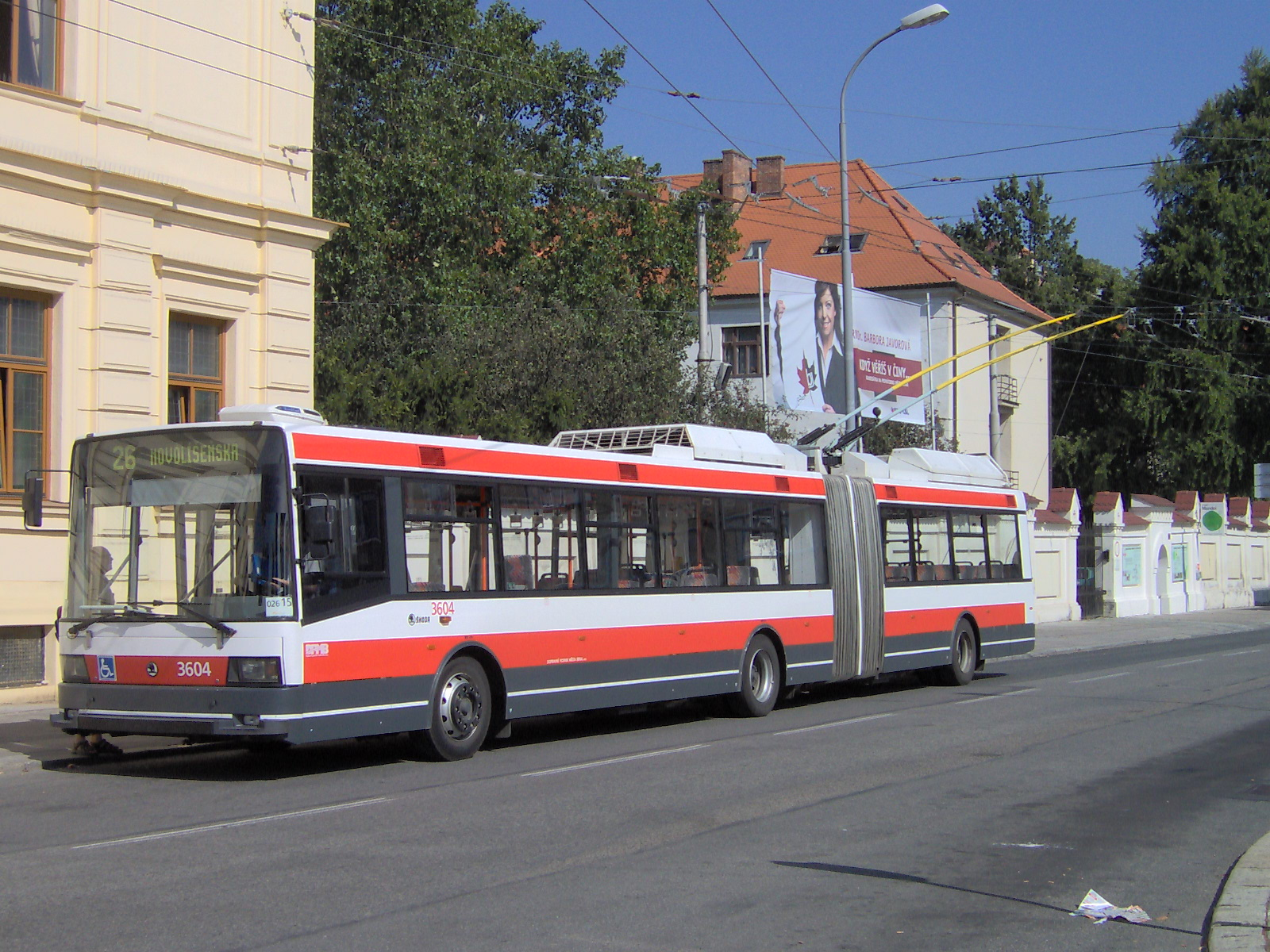
Kloubový nízkopodlažní trolejbus Škoda 22Tr na Mendlově náměstí v Brně

V listopadu 2002 byl ukončen provoz na krátké a málo využívané odbočce ve Slatině k nádraží (respektive závodu).
V roce 2007 proběhla výstavba terminálu a nové manipulační smyčky v zastávce Nemocnice Bohunice.

### Od roku 2010
Dne 11. února 2015 byla dokončena výstavba nové jednostopé manipulační smyčky na Konečného náměstí. Tento nový úsek byl napojen na již existující stopu. Tímto rozšířením manipulačních tratí na Konečného náměstí je tak nově možný obrat trolejbusů jedoucích od zastávky Čápkova. Také lze objet celý blok domů po ulicích Kotlářská – Veveří – Nerudova – Kounicova – Kotlářská. Dne 1. srpna 2015 byl změněn směr průjezdu smyčkou Jírovcova. To umožnilo sjednotit odjezdovou zastávku pro spoje linky 37 a 50. Dne 13. prosince 2015 byla zprovozněna odbočka v Bystrci z náměstí 28. dubna do smyčky Zoologická zahrada. Trolejbusy tuto zastávku obsluhují pouze jednosměrně, při cestě do Bystrce.
Dne 30. listopadu 2019 bylo uvedeno do provozu prodloužení trolejbusové trati ze stávající smyčky Novolíšeňská do nové smyčky v zastávce Jírova v Líšni. Smyčka na Jírově je třístopá s jednou vratnou stopou. V rámci výstavby tratě byla ve smyčce Jírova vybudována měnírna. Provizorní smyčka Novolíšeňská z roku 1988 byla zachována a nadále slouží pouze jako manipulační bez využití běžnými linkami.
Kvůli stavbě Velkého městského okruhu (VMO) v Husovicích a Maloměřicích byla v letech 2021–2022 postavena 2,3 km dlouhá dočasná manipulační trať v ulicích Bělohorské a Jedovnické, spojující ulici Hviezdoslavovu s ulicí Novolíšeňskou. Zprovozněna byla koncem dubna 2022, kdy začala výluka v okolí Husovického mostu. Určena je pro obsluhu linky ze Staré osady do Líšně (vozy jsou na ní vypravovány z vozovny Slatina), neboť přestavba Tomkova náměstí a ulice Provazníkovy neumožňuje spojení s husovickou vozovnou. Dne 1. června 2022 byla rovněž z důvodu stavby VMO u Tomkova náměstí zprovozněna asi 600 m dlouhá odbočka z ulice Provazníkovy ulicemi Merhautovou a Kohoutovou, kde byla zřízena konečná zastávka pro zkrácené polookružní linky 25 a 26 (vozy se otáčí na okružní křižovatce s ulicí Slezákovou; fakticky se jedná o plnou obnovu úseku zrušeného v roce 1991). Trať dolů po Provazníkově, Karlově a Svatoplukově zůstala kvůli realizaci VMO asi na dva roky neprůjezdná. Ke témuž dni byla uvedena do provozu nová jednosměrná trať od zastávky Výstaviště – hlavní vstup ulicemi Křížkovského (pod mostem Karakas) a Veletržní na Mendlovo náměstí, která v tomto směru nahradila zrušenou stopu východní částí ulicí Hlinky a zároveň obratiště uprostřed Mendlova náměstí, které bylo při úpravě celého prostoru zrušeno.
Dne 27. dubna 2024 byl zahájen provoz parciálních trolejbusů na prodloužené lince 30 od královopolského nádraží přes Sadovou do Soběšic. Pilotní provoz bateriových vozidel bez výstavby fyzické trolejbusové tratě nahradil v tomto úseku autobusovou linku.

### Plány a budoucnost
I v budoucnu se v brněnské MHD počítá s trolejbusy jako s vhodným doplňkem páteřní tramvajové sítě. Velké rozšíření by mohlo brněnské trolejbusy potkat v případě přesunu hlavního brněnského železničního nádraží. Studie počítá s trolejbusovými tratěmi k novému nádraží ze směru od bohunické nemocnice, z Mendlova náměstí a z Křenové ulice.

## Linkové vedení
| Č. | Trasa (trvalý bezvýlukový stav)                              | Délka (v km) |
| --- | ------------------------------------------------------------ | ------------ |
| 25 | Starý Lískovec, Osová – Líšeň, Jírova                        | 18,34        |
| 26 | Nový Lískovec, Kamenný vrch – Štefánikova čtvrť              | 10,76        |
| 27 | Stará osada – Líšeň, Jírova                                  | 6,61         |
| 30 | Bystrc, Černého – Královo Pole, nádraží – Soběšice, Klarisky | 14,25        |
| 31 | Hlavní nádraží – Šlapanice, Kalvodova                        | 9,63         |
| 32 | Česká – Královo Pole, Srbská                                 | 4,22         |
| 33 | Hlavní nádraží – Slatina, sídliště                           | 6,37         |
| 34 | Česká – Žabovřesky, Vychodilova                              | 4,23         |
| 35 | Mendlovo náměstí – Masarykova čtvrť, Barvičova               | 3,15         |
| 36 | Česká – Komín, sídliště                                      | 7,16         |
| 37 | Mendlovo náměstí – Nemocnice Bohunice                        | 10,34        |
| 38 | Komenského náměstí – Masarykova čtvrť, Preslova              | 2,90         |
| 39 | Komenského náměstí – Masarykova čtvrť, Barvičova             | 2,68         |
| Z celkové délky linky č. 31 (9,63 km) vede 1,80 km na území města Šlapanice. Úsek Královo Pole, nádraží – Soběšice, Klarisky délky 5,80 km je na lince č. 30 obsluhován výhradně parciálními trolejbusy. |                                                              |              |

| Č.  | Trasa                                      | Délka (v km) | Poznámky                                    |
| --- | ------------------------------------------ | ------------ | ------------------------------------------- |
| H24 | Mendlovo náměstí – Žabovřesky, Vychodilova | 7,02         | nostalgická linka, v provozu v letní sezóně |

## Vozový park

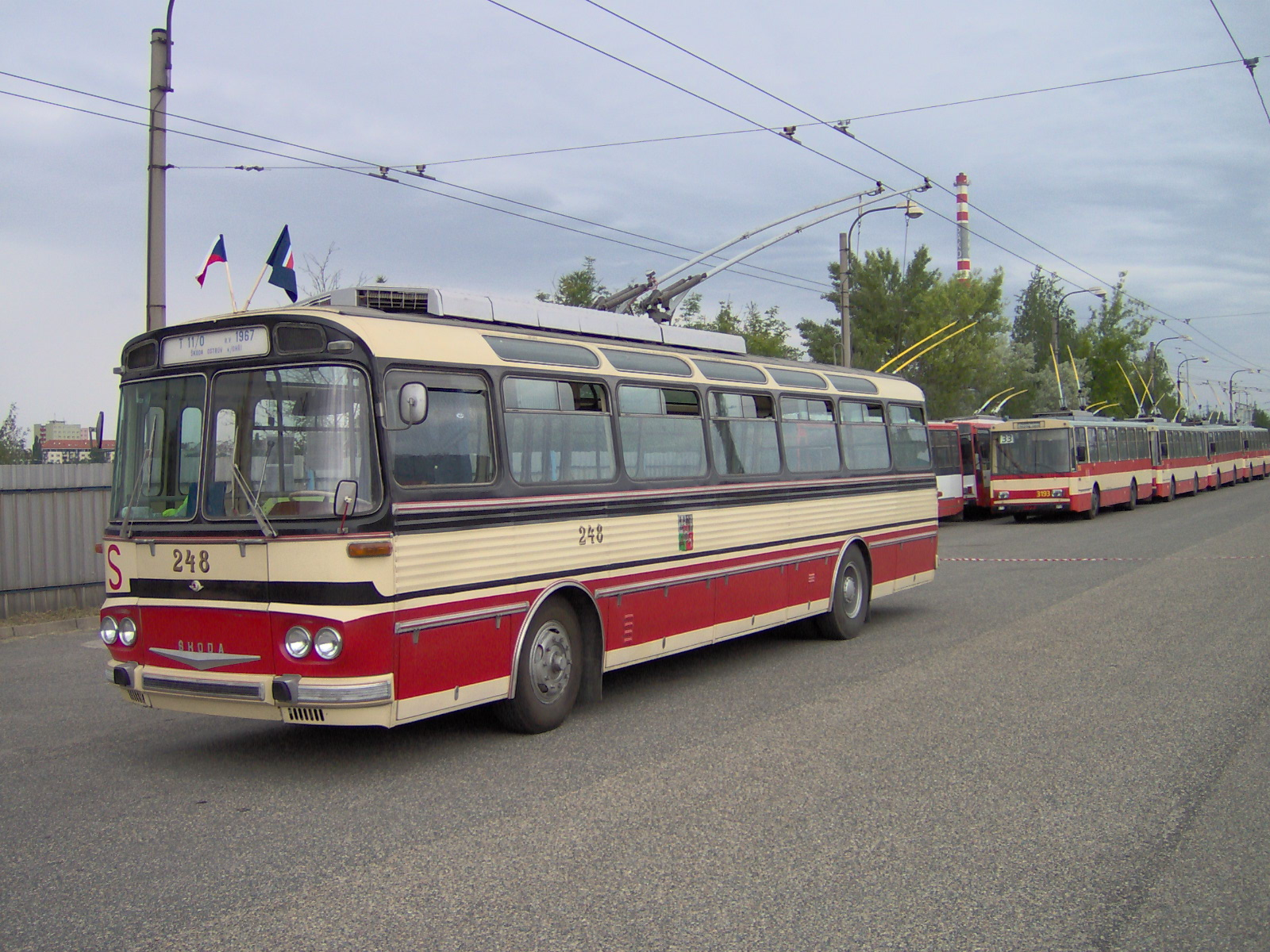
Trolejbus Škoda T 11, který zkušebně jezdil také v Brně, je nyní majetkem TMB

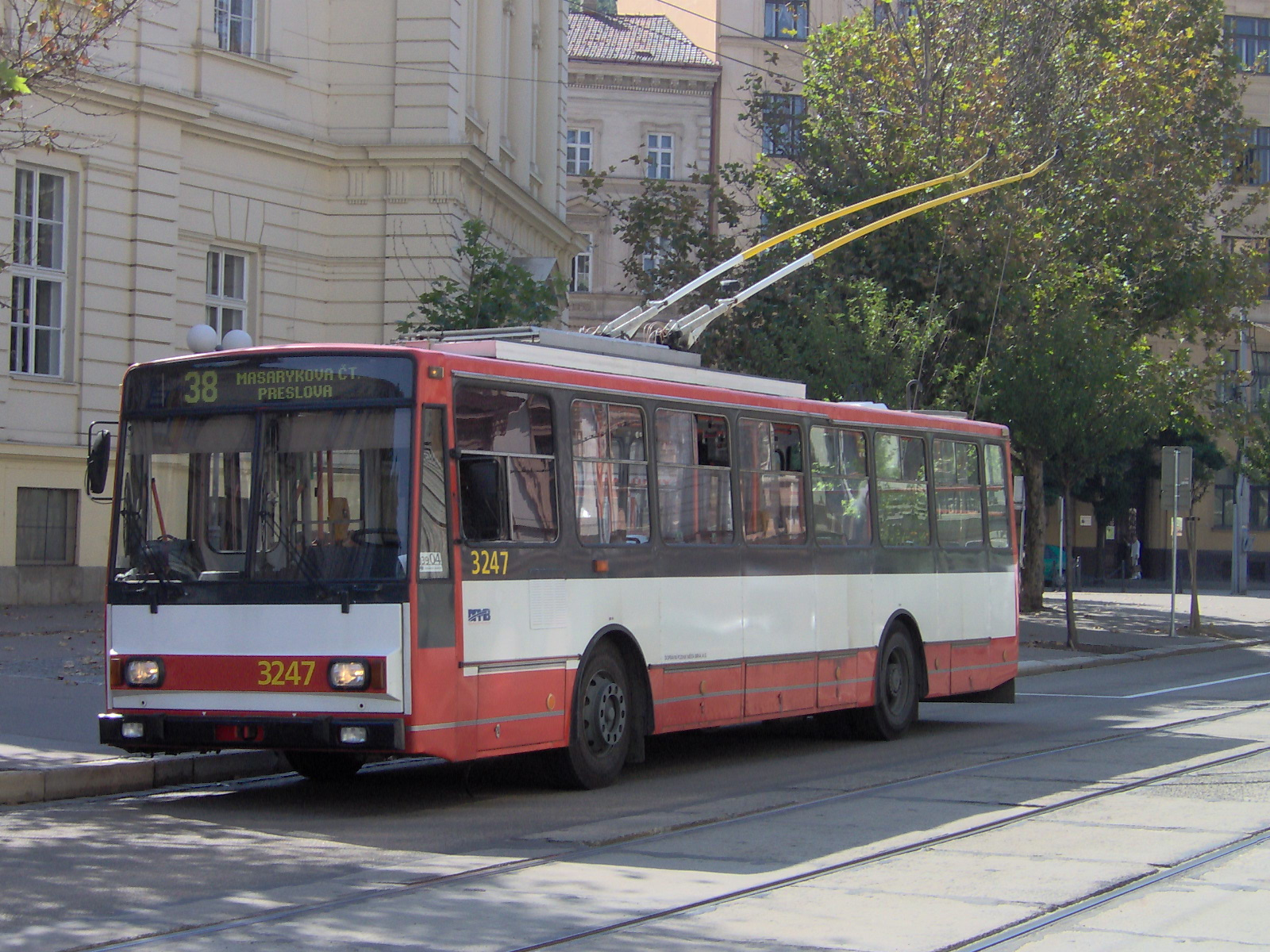
Trolejbusy Škoda 14TrR jsou modernizované původní vozy typu 14Tr

Provoz trolejbusové dopravy v Brně byl v roce 1949 zahájen vozy Škoda 6Tr, kterých bylo dodáno 15. Šlo o první československé dvounápravové trolejbusy, jež byly vyvinuty speciálně pro Brno. Všechny byly vyřazeny v polovině 60. let 20. století. Roku 1953 začaly ve městě jezdit první vozy typu Škoda 7Tr, celkem jich bylo zakoupeno 16. Vyřazeny byly koncem 60. let, poslední trolejbus tohoto typu dojezdil v roce 1971. Poté byl předán Technickému muzeu (TMB), zrenovován a zařazen mezi historické trolejbusy. V letech 1957 až 1960 bylo do Brna dodáno celkem 11 vozů Škoda 8Tr. Vyřazeny byly během 70. let, tedy většinou ani ne po patnáctileté službě. První trolejbusy Škoda 9Tr byly zakoupeny v roce 1963. Šlo o dva dvoudveřové vozy, následující dodávky (až na několik kusů) byly ovšem klasické třídveřové. Celkem bylo do Brna dodáno 121 trolejbusů typu 9Tr v různých variantách (9Tr, 9TrT, 9TrH, 9TrHT). Poslední vůz tohoto typu byl zakoupen roku 1981, v provozu tyto vozy vydržely do roku 1996. Jeden trolejbus byl předán TMB a byl tedy zachován jako historický.
V roce 1968 v Brně zkušebně jezdil po tři měsíce jeden trolejbus Škoda T 11. Poté byl vrácen zpět výrobci a od roku 1970 byl v provozu v Plzni. O 10 let později byl tento vůz předán TMB, zachován je jako historický, ovšem v plzeňském nátěru.
První trolejbusy Škoda 14Tr se v Brně objevily v roce 1982. Šlo o pět vozů ověřovací série. Postupně bylo do roku 1995 dodáno celkem 123 trolejbusů typu 14Tr (včetně 20 kusů zmodernizované verze 14TrM). Většina provozních trolejbusů 14Tr byla mezi lety 1999 a 2006 zmodernizována na typ Škoda 14TrR. Jeden z prvních vozů z roku 1983 v původním stavu byl vyřazen a předán TMB jako historické vozidlo. Osm dvoučlánkových (kloubových) trolejbusů Škoda 15Tr bylo do Brna dodáno v letech 1990 a 1991. Mezi lety 2002 a 2006 byly všechny tyto vozy modernizovány na typ Škoda 15TrR.
Standardní nízkopodlažní trolejbusy Škoda 21Tr jezdí v Brně od roku 1999, do roku 2002 jich bylo zakoupeno celkem 43 kusů, z toho čtyři kusy s elektrickou výzbrojí s IGCT prvky. V letech 2003 a 2004 bylo zakoupeno osm dvoučlánkových nízkopodlažních vozů Škoda 22Tr a letech 2007 až 2009 devět kloubových nízkopodlažních trolejbusů Škoda 25Tr.
V roce 2011 bylo odkoupeno pět ojetých trolejbusů Škoda 21Tr z Jihlavy, z nichž jeden posloužil pouze pro náhradní díly. O rok později byly pořízeny čtyři ojeté vozy stejného typu z Hradce Králové a v roce 2013 dalších pět trolejbusů 21Tr z tohoto města. Roku 2014 došlo k nákupu dalších tří vozů z Hradce Králové (z toho 2 ks typu 21TrAC, první v Brně, určené pro provoz, a 1 ks 21Tr na náhradní díly) a dvou vozů z Českých Budějovic. Roku 2016 byly zakoupeny další tři kusy 21Tr (s prvky IGCT) z Jihlavy a poslední královéhradecký vůz 21TrAC. V květnu roku 2018 byl zakoupen jeden vůz 21Tr z Pardubic, který je určen na náhradní díly především pro trolejbus ev. č. 3019, jenž byl po nehodě odstaven.
Celkem 30 kloubových vozů Škoda 31Tr bylo do Brna dodáno v roce 2015. Další nové vozy pořídil DPMB v roce 2018, kdy zakoupil 10 parciálních trolejbusů Škoda 26Tr s pomocným bateriovým pohonem. Od roku 2021 jsou dodávány kloubové vozy Škoda 27Tr, kterých má být dodáno celkem 40. Na přelomu let 2021 a 2022 byl ukončen provoz trolejbusů Škoda 25Tr, všech devět kusů odkoupil Dopravní podnik města Ústí nad Labem. Poslední vůz byl do provozu vypraven 6. února 2022. Pravidelný provoz vozů Škoda 22Tr byl ukončen 19. prosince 2022, dne 22. ledna 2023 byly tyto trolejbusy vypraveny na zvláštní linku v rámci rozlučkové akce. V červnu 2023 skončil pravidelný provoz posledních vysokopodlažních trolejbusů, vozů Škoda 14Tr, Škoda 14TrM a Škoda 15Tr. V případě řady 14Tr/14TrM šlo o poslední vypravovaná vozidla těchto typů v celém Česku. Poslední vůz 14Tr byl na běžnou linku vypraven naposledy 13. června a poslední vozy 14TrM a 15Tr dne 16. června. Oficiální rozlučková akce s těmito typy proběhla na zvláštních linkách 18. června 2023. Trolejbusy Škoda 21Tr zůstaly v provozu do začátku roku 2025. Do běžného provozu byl 14. února 2025 jako poslední vůz č. 3063, čímž byl ukončen pravidelný provoz vozů typu 21Tr v celém Česku. O měsíc později se 15. března 2025 uskutečnila oficiální rozlučková akce na speciální lince.

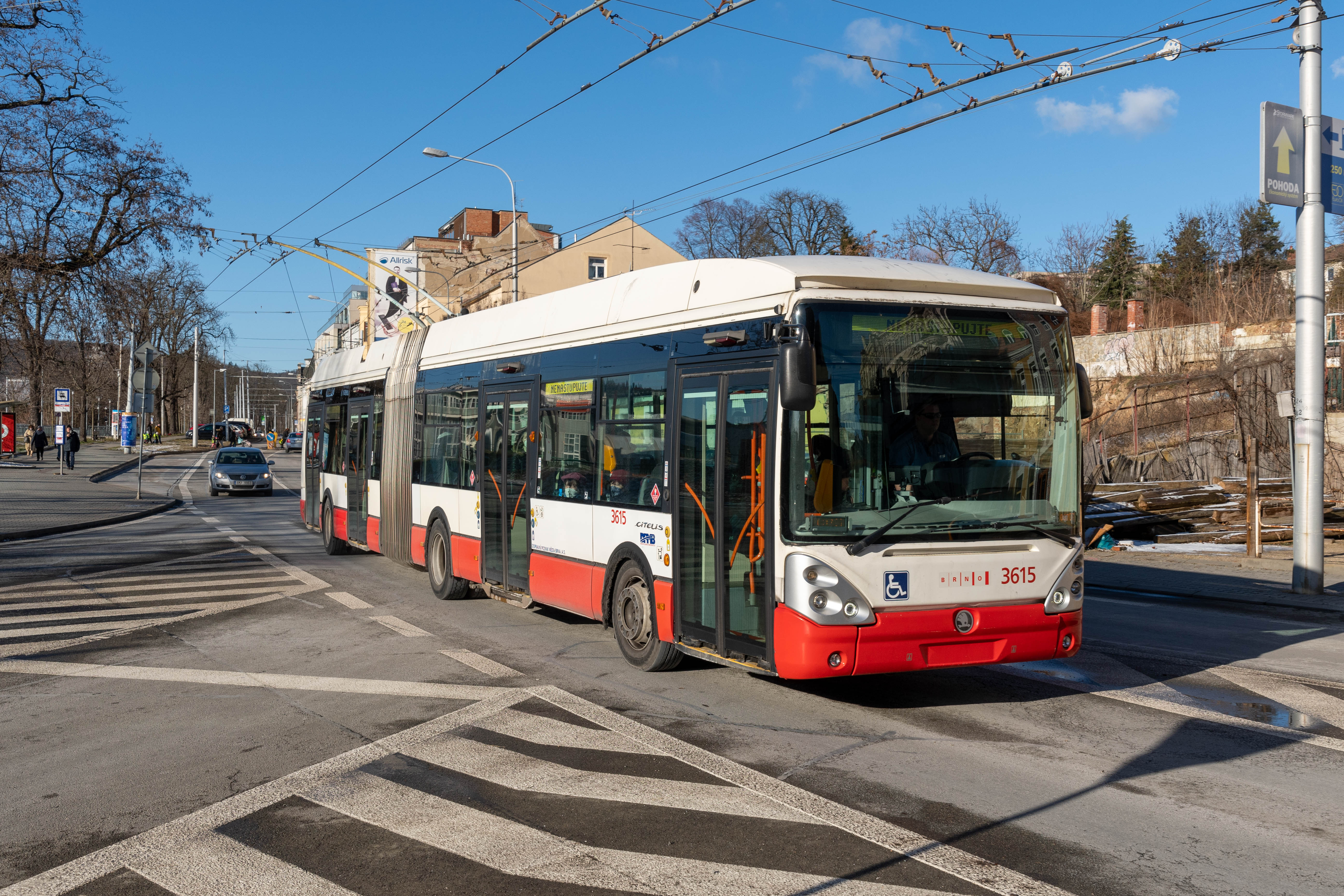
Trolejbus Škoda 25Tr č. 3615 necelý měsíc před ukončením provozu tohoto typu. Škoda 25Tr se stala prvním vyřazeným typem nízkopodlažního i kloubového trolejbusu v Brně.

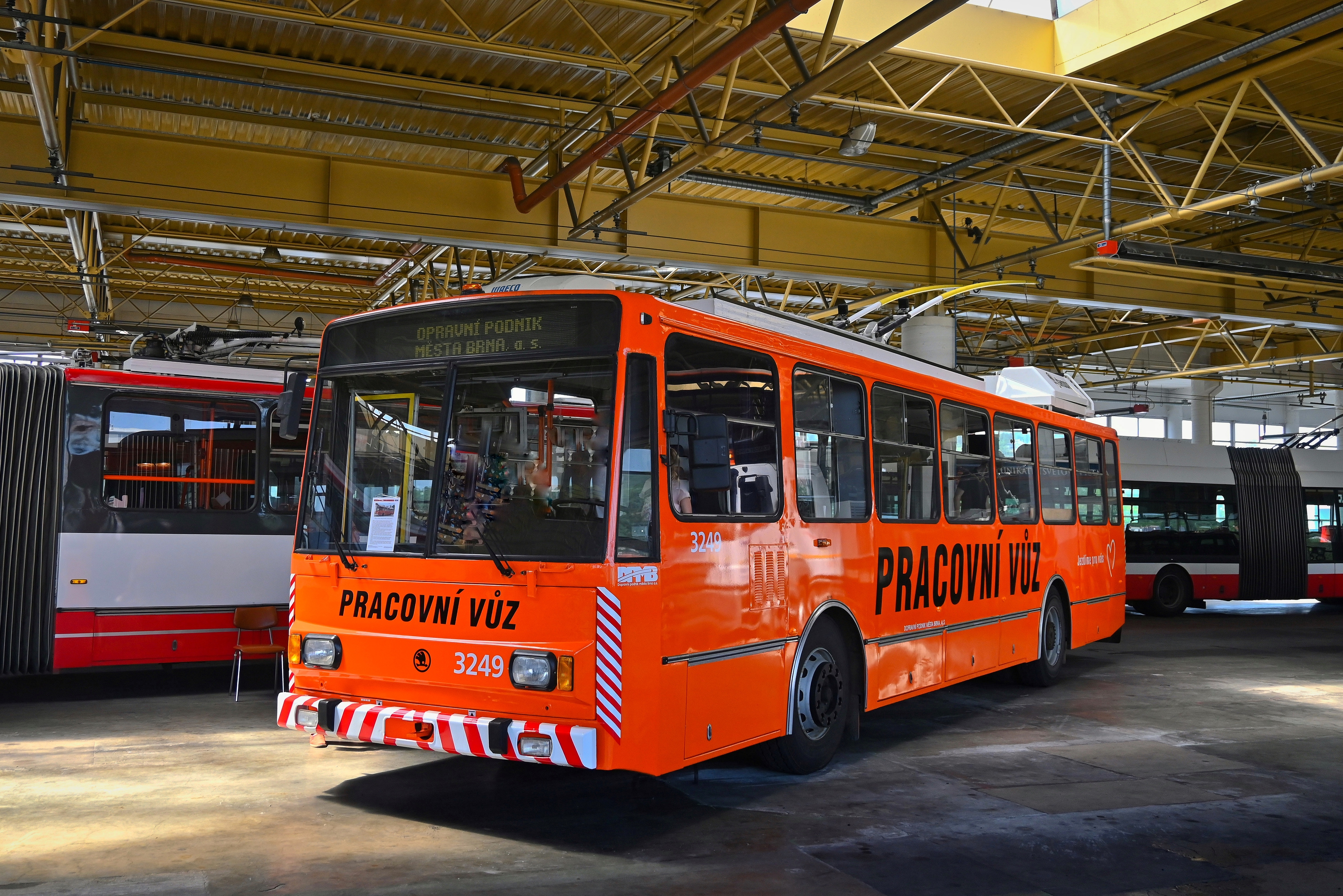
Škoda 14TrR po přestavbě na pracovní vůz pro rozmrazování trolejí

K 31. prosinci 2024 měl Dopravní podnik města Brna 142 trolejbusů určených pro osobní dopravu a dalších pět historických a retro trolejbusů. Jako služební jsou používány dva vozy 14Tr.
V běžném osobním provozu jsou následující typy trolejbusů:
| Snímek     | Typ        | Modifikace a podtypy | Dodávky v letech (celkové dodávky) | Počet (k 2. 4. 2025) |
| ---------- | ---------- | -------------------- | ---------------------------------- | -------------------- |
| Škoda 31Tr | Škoda 31Tr | Škoda 31Tr           | 2015 (2015)                        | 30                   |
| Škoda 26Tr | Škoda 26Tr | Škoda 26Tr           | 2018 (2018)                        | 10                   |
| Škoda 27Tr | Škoda 27Tr | Škoda 27Tr           | 2021–2023 (2021–2023)              | 40                   |
| SOR TNS 12 | SOR TNS 12 | SOR TNS 12           | 2022–2024 (2022–2024)              | 12                   |
| Škoda 32Tr | Škoda 32Tr | Škoda 32Tr           | 2023–2025 (2023–2025)              | 39                   |

### Historické trolejbusy

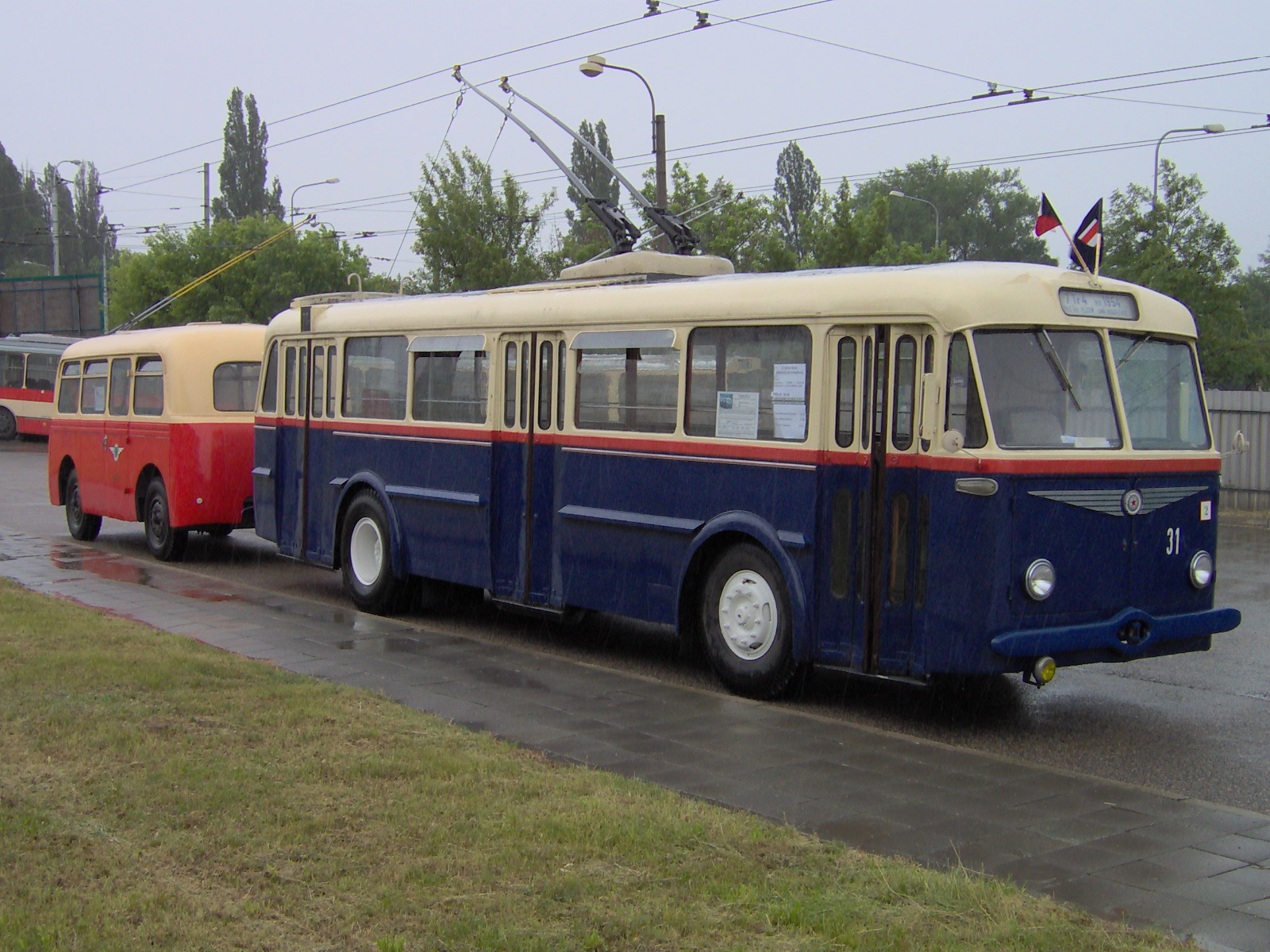
Historický brněnský trolejbus Škoda 7Tr s vlečným vozem Karosa B40, který byl provozován ČSAD

Většina historických trolejbusů v Brně je majetkem brněnského Technického muzea (TMB), které je příležitostně vypravuje na zvláštní jízdy nebo historickou linku. Z brněnských vozidel jsou v jeho sbírce zachovány vozy Škoda 7Tr (č. 31), Škoda 9Tr (č. 3076), Škoda 14Tr (č. 3173), Škoda 15TrR (č. 3501) a také vůz Škoda T 11, který byl v Brně pod č. 55 krátce zkoušen.
Dopravní podnik města Brna vytváří od roku 2017 sbírku retro vozidel, které jsou upravovány do historického vzhledu, avšak jsou technicky vybaveny pro občasné vypravování i na běžné linky. Jako první byl pro tento účel určen vůz 15Tr č. 3502. V dubnu 2019 odkoupila firma Zliner z ukrajinského Rovna původně brněnský trolejbus 9TrHT původního ev. č. 3136. Do Brna dorazil 7. května 2019. Práce na něm byly zahájeny roku 2021. V lednu 2022 byla započata renovace trolejbusu 22Tr č. 3601 do stavu po dodání, v témže roce byly zahájeny práce na trolejbusu 14TrM č. 3283. Koncem roku 2023 byl do sbírky retro vozidel převeden v posledním provozním stavu trolejbus Škoda 21Tr č. 3030. Ten dokumentuje podobu vozidel po provedené druhé generální opravě, kterou prošel v letech 2019–2020.
| Snímek | Typ   | Ev. č. | Rok výroby | Historický od | Galerie                                                 | Poznámky |
| ------ | ----- | ------ | ---------- | ------------- | ------------------------------------------------------- | --- |
|        | 9TrHT | 3136   | 1980       | 2019          | Kategorie „Trolleybus 3136 (Brno)“ na Wikimedia Commons | V roce 1996 prodán do Rovna (Ukrajina), kde měl č. 128. V Rovně byla nahrazena tyristorová regulace výkonu regulací odporovou. V dubnu 2019 odkoupen firmou Zliner, následně převezen zpět do Brna. V letech 2019–2021 byl odstaven ve vozovně Husovice, po odkoupení dopravním podnikem v roce 2021 byla zahájena jeho oprava ve vozovně Komín a ve Zlineru. |
|        | 14TrM | 3283   | 1995       | 2022          | Kategorie „Trolleybus 3283 (Brno)“ na Wikimedia Commons | V provozu do roku 2022, kdy byla zahájena renovace do původního stavu, která byla dokončena roku 2023. |
|        | 15Tr  | 3502   | 1990       | 2017          | Kategorie „Trolleybus 3502 (Brno)“ na Wikimedia Commons | V roce 2004 modernizován na 15TrR (15TrM), v provozu do roku 2017. V letech 2017–2018 renovace do původního stavu. |
|        | 21Tr  | 3030   | 2001       | 2023          | Kategorie „Trolleybus 3030 (Brno)“ na Wikimedia Commons | V provozu do roku 2023, kdy byl v posledním provozním stavu (po generální opravě v letech 2019–2020) zařazen mezi retro vozidla |
|        | 22Tr  | 3601   | 2003       | 2022          | Kategorie „Trolleybus 3601 (Brno)“ na Wikimedia Commons | V provozu do roku 2021, v letech 2022–2023 renovace do původního stavu. |

## Infrastruktura

### Vozovny

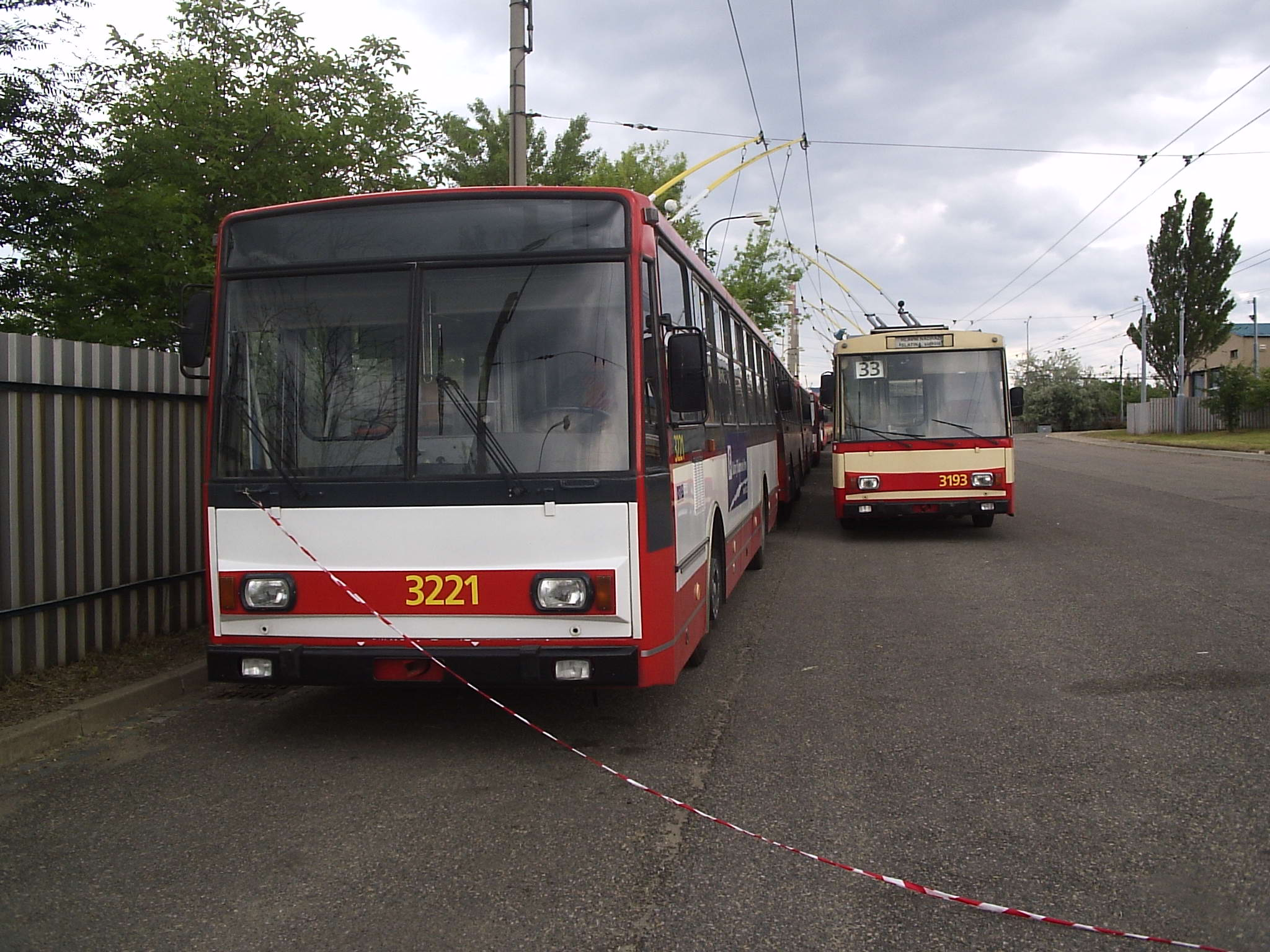
Trolejbusová vozovna Slatina

Trolejbusy využívají v Brně celkem tři vozovny, přičemž slatinská má převážně charakter odstavné plochy, kde lze provádět jen denní údržbu.
- Vozovna Husovice (od 1949)
- Vozovna Medlánky (1958–1964, v té době se areál nazýval Vozovna Královo Pole)
- Vozovna Slatina (od 1984)
- Vozovna Komín (od 1997)

### Napájení
Na konci roku 2019 provozoval dopravní podnik 30 měníren a sedm trafostanic. Všechny měnírny a trafostanice jsou dálkově ovládané z centrálního energetického dispečinku DPMB a napájí jak trolejbusové, tak tramvajové trolejové vedení. Napájení brněnské trolejbusové sítě je 600 V stejnosměrných.